# Kommunhuset i Byske
Kommunhuset i Byske var ursprungligen en så kallad sockenstuga på Kyrkgatan i närheten av Byske kyrkstad uppförd någon gång mellan 1870 och 1875. En sjukstuga inrättades på övervåningen 1892. När kommunförvaltningen centraliserades 1933 gjordes en tillbyggnad på fastigheten. När byggnaden senare blev för trång föreslogs att en ny byggnad skulle uppföras.
En kommitté tillsattes den 23 juli 1955 för att utreda en eventuell nybyggnation. Tanken var att kommunhuset skulle rymma sjukkassa, arbetsförmedling och poliskontor. Ritningar gjordes av Västerbottenskommunernas arkitekt- och byggnadskontor (VAB) vilka godkändes av kommunalfullmäktige den 15 december 1956. Byggnadsytan var 565,9 m2 och den totala volymen 4 880 m3. Kostnaden  till 780 000 kronor. Den nya byggnaden skulle bestå av tre delar:
- huvudbyggnad – i tre plan, inklusive källarplan, vilka bland annat skulle rymma polis, sjukkassa, kontorsplatser och sammanträdesrum.
- vinkelbyggnad – i två plan, inklusive källarplan, vilka bland annat skulle rymma  bibliotek, arbetsförmedling och en lägenhet för kommunalkameraren.
- foajébyggnad – vilken skulle binda samman de två andra byggnadskropparna.

Det nya kommunhuset byggdes 1957 och inrymde Byske landskommuns administrativa verksamhet. I samband med kommunreformen i Sverige 1971 då Byske landskommun uppgick i Skellefteå kommun överfördes också byggnadens ägande till Skellefteå kommun.
År 2009 meddelades att fastighetskontoret fått i uppdrag att sälja både kommunhusen i Byske och i Burträsk eftersom de "inte längre [ansågs] vara strategiska i den långsiktiga planeringen". Byggnaden såldes till en privatperson 2012 för en krona, detta eftersom kommunen ansåg driftkostnaderna vara för höga – som exempel kan nämnas att driftskostnader 2010 var cirka en miljon per år. Fem år senare såldes byggnaden igen, denna gång till ett fastighetsbolag. Fastigheten såldes åter 2018, då till tre privatpersoner. Byggnaden köptes 2020 av Contractor som avsåg att omvandla byggnaden till bostäder.
Byggnaden har, förutom den kommunala verksamheten, rymt verksamheter som polisstation, barnomsorg och från 2004 en second hand-butik.